# Distretto di Altanširėė
Il distretto di Altanširėė è uno dei quattordici distretti (sum) in cui è suddivisa la provincia del Dornogov', in Mongolia. Conta una popolazione di 1.306 abitanti (censimento 2009). 